# Великие чародеи живописи (выставка)
Великие чародеи живописи — групповая художественная выставка ростовского товарищества «Искусство или смерть».

## История
Вторая «московская» выставка товарищества открылась 11 апреля 1990 года в Выставочном зале «Пересветов переулок» (выставочный зал Пролетарского района). Выставка работала до 28 апреля 1990 года. Организаторами выставки выступили Всеволод Лисовский, Гузель Салаватова и Авдей Тер-Оганьян.

## Участники выставки
- Авдей Тер-Оганьян
- Валерий Кошляков
- Юрий Шабельников